# Reteporella elegans
Reteporella elegans är en mossdjursart som beskrevs av Harmelin 1976. Reteporella elegans ingår i släktet Reteporella och familjen Phidoloporidae. Inga underarter finns listade i Catalogue of Life.